# Patrocínio Paulista
Patrocínio Paulista este un oraș în São Paulo (SP), Brazilia.